# 田武子
田武子（？—？），妫姓，田氏，名开，谥武，是齐国田氏家族的首领之一，為田氏家族第六任首领，承襲父亲田桓子擔任田氏家族首领。田武子无子，死后弟弟釐子田乞继位。